# شمعي المنقار الشائع
شمعي المنقار الشائع (الاسم العلمي: Estrilda astrild) (بالإنجليزية: Common Waxbill)‏ هو نوع من الطيور يتبع جنس الشمعي المنقار من فصيلة شمعية المنقار.